# Gideon Patt

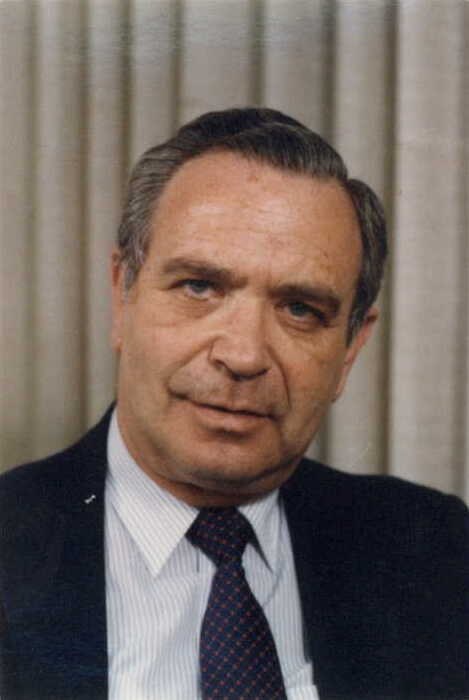
Gideon Patt

Gideon Patt (Hebreeuws: גדעון פת) (Jeruzalem, 2 februari 1933 – Savyon, 27 april 2020) was een Israëlische politicus van Gahal en later van Likoed.
Patt studeerde economie aan de New York University. Hij betrad het parlement in 1970 en bleef tot 1996 Knessetlid. Hij vervulde verschillende ministersposten, waaronder die van woningbouw, industrie, toerisme en wetenschap.
Hij overleed in 2020 op 87-jarige leeftijd.